# Beat Weber
Beat Weber (* 8. März 1955 in Uster) ist ein Schweizer evangelisch-reformierter Theologe, Alttestamentler, Pfarrer, Notfallseelsorger und theologischer Sachbuchautor mit Schwerpunkt der Psalmen.

## Leben
Geboren in seinem Heimatort (Uster ZH), wuchs er in Uster, Wattwil, Mönchaltorf und wieder Uster auf. Von dort besuchte er in Wetzikon das Gymnasium, das er 1974 mit der Maturität Typ B abschloss. Er studierte ab 1976 in Riehen an der freien evangelischen theologischen Akademie FETA (heute: Staatsunabhängige Theologische Hochschule STH) Theologie und schloss 1981 mit einem Master in Theologie ab. 1981 bis 1987 arbeitete er bei den Vereinigte Bibelgruppen als Studentenmitarbeiter. 1985–1999 war er wissenschaftlicher Mitarbeiter am Theologischen Seminar Bienenberg (TSB) in Liestal, am theologisch-diakonischen Seminar Aarau (TDS) in Aarau und am Institut für Gemeindebau und Weltmission (IGW) in Bern. 1990–1991 machte er an der Universität Basel die staatlichen und kirchlichen Examina, war Vikar und wurde ordiniert in der evangelisch-reformierten Kirche Basel-Stadt. 1991–1994 war er wissenschaftlicher Assistent bei Klaus Seybold zum Psalmenprojekt des schweizerischen Nationalfonds SNF. 1994 besuchte er das Graduate Seminar in biblischer Archäologie in Jordanien und Israel und war Teilnehmer an den archäologischen Ausgrabungen von Volkmar Fritz und Susanne Kerner in Kinneret, Tell el-Oreme, Israel. 1995 doktorierte er mit einer Studie zur Psalmenpoesie bei den Alttestamentlern Klaus Seybold, Ernst Jenni und Rudolf Brändle in Basel.

## Wirken
Von 1994 bis 2016 war Weber evangelisch-reformierter Pfarrer in der Berner Landgemeinde Linden BE, und 1999 bis 2016 Notfallseelsorger im Care Team des Kantons Bern, wofür er zudem 2007 als Fachperson für psychologische Nothilfe zertifiziert wurde. Darüber hinaus war Weber von 2003 bis 2016 Dozent für Altes Testament im Masterprogramm des theologischen Seminars Bienenberg (TSB) und am theologisch-diakonischen Seminar Aarau (TDS). 
Von 2000  bis 2007 war er Präsident der Schweizerischen Arbeitsgemeinschaft für biblisch erneuerte Theologie AfbeT und Mitherausgeber des Jahrbuch für Evangelikale Theologie.
2005 war er nochmals Teilnehmer einer archäologischen Ausgrabung von Amihai Mazar in Tel Rehov, Israel. Im gleichen Jahr war er als wissenschaftlicher Forscher der Abteilung für Alte Sprachen der Universität Pretoria in Südafrika tätig. Seither ist er Research Associate an der Abteilung für Alte und Moderne Sprachen und Kulturen der gleichen Universität. Seit 2006 ist er auch assoziierter Dozent der Universität von Wales in Lampeter.
Seit 2017 ist er freischaffend und teilzeitlich mit seiner Frau in der Evangelischen Stadtmission Basel für den Bereich Seniorenseelsorge und Verkündigung tätig und Geschäftsführer der Arbeitsgemeinschaft Notfallseelsorge Schweiz (AG NFS CH), in der er schon früher beteiligt war.

## Ehrungen
2011: Johann-Tobias-Beck-Preis für Werkbuch Psalmen III. Theologie und Spiritualität des Psalters und seiner Psalmen

## Privates
Weber ist verheiratet und hat drei erwachsene Kinder. Er lebte viele Jahre im bernischen Linden und seit 2017 wieder in Basel.

## Schriften
Webers Publikationen thematisieren vornehmlich die Bibelwissenschaften, sein Forschungsschwerpunkt liegt im Bereich der Psalmen:
- Bibliography of Psalms and the Psalter since 1990 (BiblioPss1990+)
- Psalm 77 und sein Umfeld. Eine poetologische Studie (BBB 103), Weinheim (Beltz Athenäum) 1995 (Dissertation Theologie Basel)
- "Gschrift is Herz ychenäh". Lindener Predigten anhand der Werke von Jeremias Gotthelf. Langnau im Emmental – Linden 1999 (Herrmann/Selbstverlag)
- mit Beat Huwyler und Hans-Peter Mathys: Prophetie und Psalmen. Festschrift für Klaus Seybold zum 65. Geburtstag. AOAT 280, Ugarit, Basel/Münster 2001. ISBN 978-3-934628-01-4 (nur Mitautor)
- Werkbuch Psalmen I. Die Psalmen 1 bis 72. Kohlhammer, Stuttgart, 2001 ISBN 978-3-17-016312-6 (unveränderte Neuauflage: 2008, als Book on Demand)
- Weisheiten aus der Bibel für ein gelingendes Leben. Quell-Verlag, Gütersloh 2002.
- Zur Umwelt des Alten Testaments. SCM Hänssler, Holzgerlingen 2002 ISBN 978-3-7751-3382-1 (nur Mitautor)
- Werkbuch Psalmen II. Die Psalmen 73 bis 150. Kohlhammer, Stuttgart 2003. ISBN 978-3-17-016313-3.
- Geistlich leben. Spiritualität in Gemeinde und Alltag. Bundes-Verlag, Witten 2007. ISBN 978-3-933660-69-5 (nur Mitautor)
- Werkbuch Psalmen III. Theologie und Spiritualität des Psalters und seiner Psalmen. Kohlhammer, Stuttgart, 2010. ISBN 978-3-17-018676-7.
- Jona. Der widerspenstige Prophet und der gnädige Gott (BG 27), Evangelische Verlagsanstalt, Leipzig 2012. ISBN 978-3-374030-50-7.
- „Wie ein Baum, eingepflanzt an Wasserrinnen …“ (Psalm 1,3). Beiträge zur Poesie und Theologie von Psalmen und Psalter für Wissenschaft und Kirche (ABG 41, Herausgeber: Torsten Uhlig) Evangelische Verlagsanstalt, Leipzig 2014. ISBN 978-3-374-03228-0.
- Aspects of a Theology of the Book of Psalms (the Psalter), SBL, Boston 2017.